# واين هاندلي
واين هاندلي (بالإنجليزية: Wayne Handley)‏ هو طيار أمريكي، ولد في 26 مارس 1939.